# 人工智慧藝術

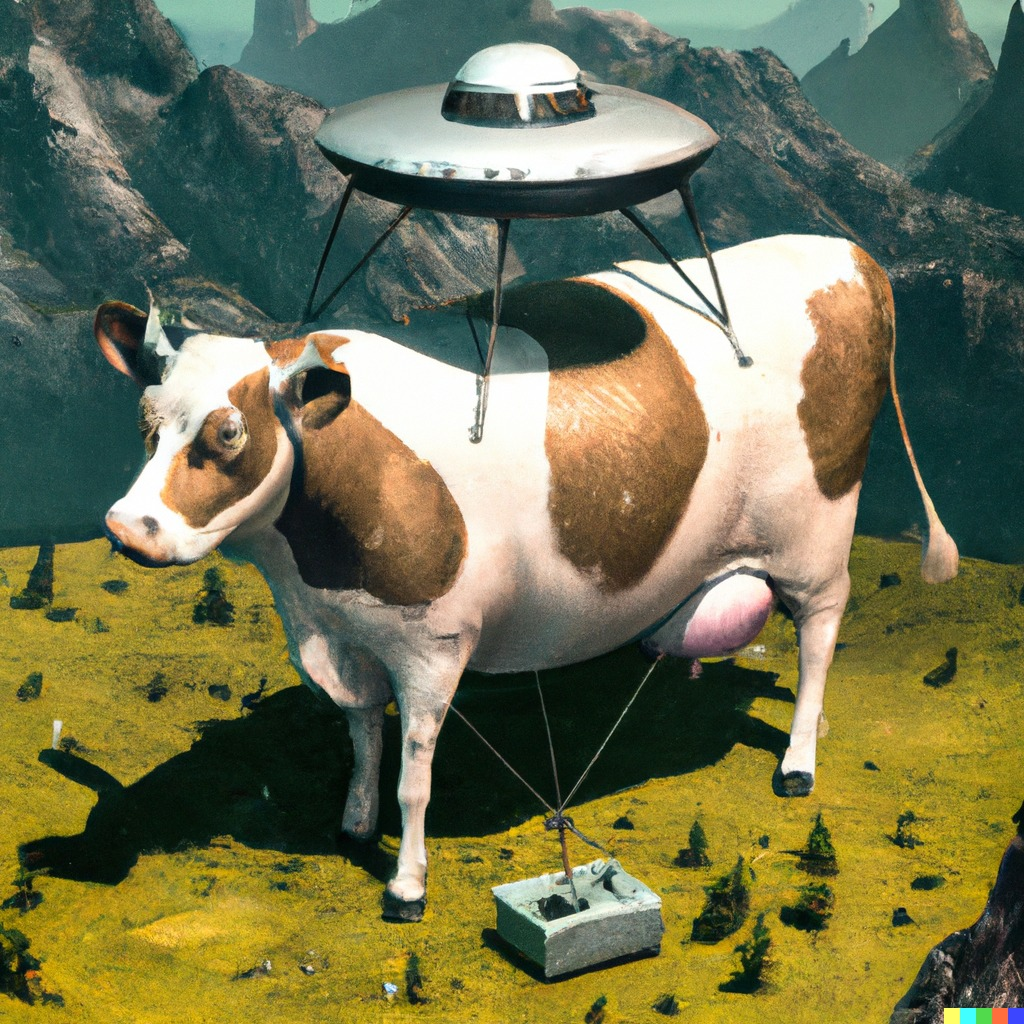
DALL-E 2據文本提示『1960年代，牛在美國中西部被不明飛行物綁架的藝術』所生成的圖像

人工智慧藝術，通稱AI藝術，是指通過使用人工智能創造的任何藝術品。

## 工具及流程

### 圖像
創造人工智能藝術的方式共有多種方法，包括使用數位模式的程序「基於規則」的圖像生成、模擬筆觸和其他繪畫效果的算法，以及人工智能或深度學習算法等。
最早的重要人工智慧藝術系統之一是AARON，由哈羅德·科恩於1960年代末開始開發。 AARON也是符號人工智能藝術最著名的例子，該系統使用基於符號規則的方法來生成技術圖像。科恩最初開發AARON的目的，則是令人工智慧能夠對繪圖行為進行編碼。AARON先是以原始形式創作簡單的黑白圖畫。後來再通過科恩繪畫以完成圖畫。 此後，他還開始為AARON開發一種繪畫方式。在無需後續人工調解的方式下，科恩特地將AARON設計僅令使用程序本身選擇的特殊畫筆和染料從而進行繪畫。

自2014年開始，生成对抗网络（GAN）經常被AI藝術家所使用。該系統能夠使用「生成器」來創建新圖像，並使用「鑑別器」來決定哪些創建的圖像被認為是成功的。最近的模型則使用向量量化生成，以對抗網絡和對比文筆-圖像生成訓練（VQGAN+CLIP）。
Google於2015年發布的DeepDream，則是使用卷积神经网络通過算法錯視，以查找和增強圖像中的模式，從而創建故意過度處理的圖像。 在DeepDream發布後，幾家公司也發布了可以將照片轉換為具有知名畫集風格藝術圖像的應用程序。

### 文本到圖像模型
幾個AI製圖程式透過各種文本提示工程以生成各種圖像。包括OpenAI的DALL-E、 谷歌大脑的Imagen和Parti（2022年5月發布）以及微软的NUWA-Infinity。其輸入形式還可以包括圖像和關鍵字和/或配置參數，例如通常通過關鍵短語輸入藝術風格，例如「in the style of {name of an artist}」的提示，或著是/廣泛的審美/藝術風格元素的選擇。
當前，也日益出現其他AI藝術的生成程式，包括簡單面向消費者的移動應用程序和Jupyter筆記本，不過多數程式需要強大的圖形處理器才能有效運行。其知名案例則包括Midjourney、StyleGAN和Stable Diffusion等。2022年8月22日，Stable Diffusion正式發布，使該程式的技術更容易獲得且可以在個人硬件上免費使用，也可以由第三方程式（即其他項目）擴展。這使得來自世界各地的開發人員，能夠進一步創新應用程式和擴展。例如運用於Krita的插件、Adobe Photoshop、Blender和GIMP等自由圖像軟體。
Automatic1111 Stable Diffusion UI是一種基於網路的開源用戶界面，用於讓用戶在自己的計算機上使用工具，包括不斷集成的AI算圖新功能（例：修復或文本反轉）Stability.ai 的網路界面，允許在沒有任何新安裝的情況下運行DreamStudio軟件。

### 影響和應用

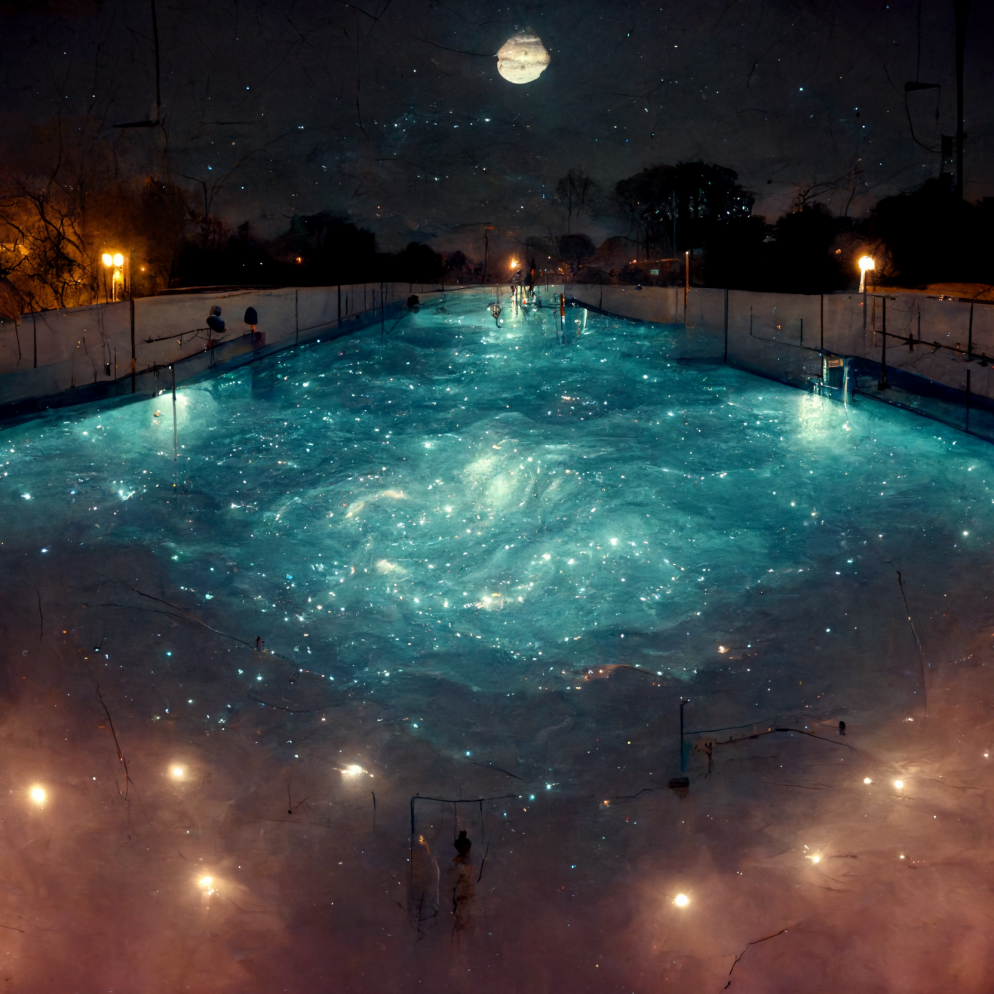
根據提示：「在月夜充滿銀河的游泳池」所計算的Midjourney圖像。

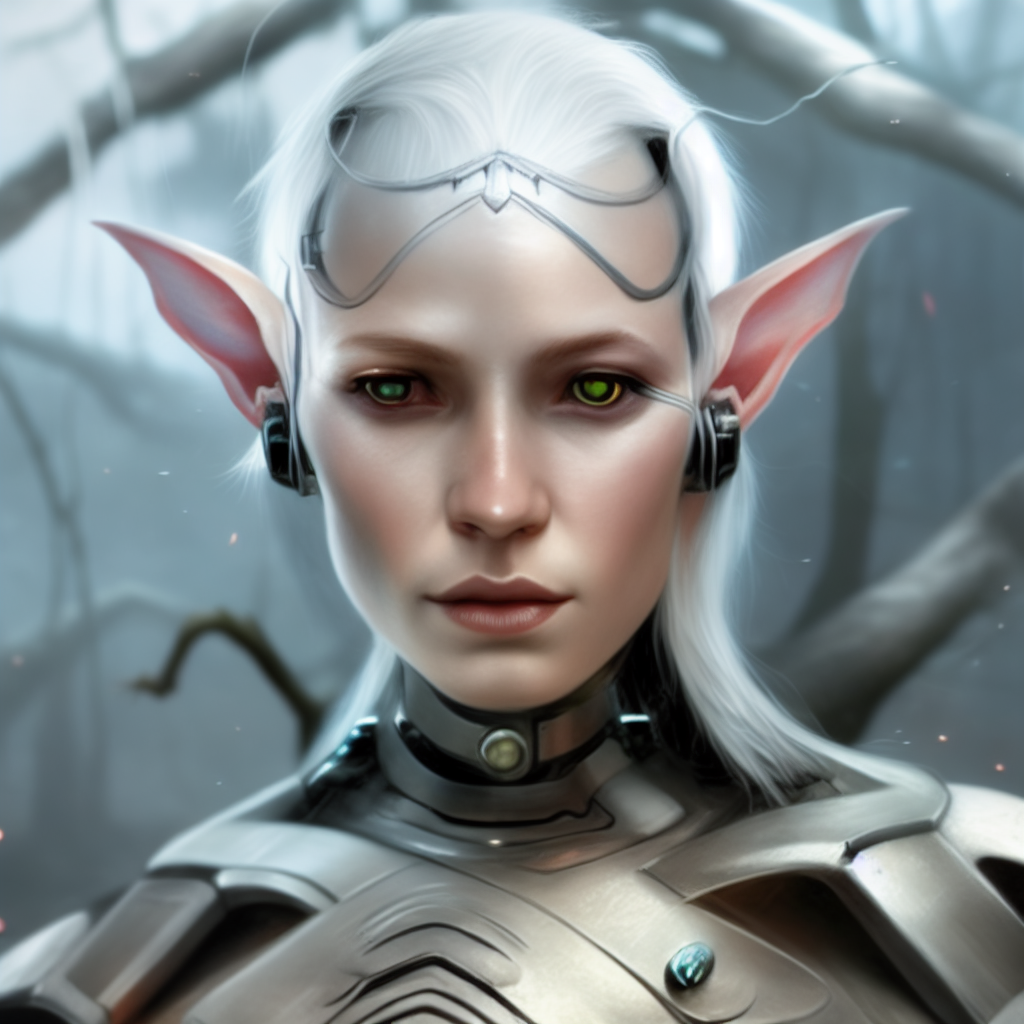
用Stable Diffusion製作的圖像，有助於說明科學幻想和機器人的概念。

2022年8月，一幅網名為Sincarnate的用戶使用Midjourney生成的畫作，在美國科羅拉多州博覽會奪下Fine Arts Exhibition數位藝術首獎。
對此，一位專家得出結論認為：「人工智能藝術現在已經無處不在，甚至連專家都不知道這意味著什麼。」，一家新聞媒體則以「人工智慧產生的藝術繁榮」為報導主題，並採訪對於版權、人工智慧自動化問題表示意見的專業藝術家們，一家新聞媒體則調查網路社區面對此類藝術品的反應，並對人工智能藝術及深偽技術的持續發展表示擔憂，一家雜誌則是強調人工智慧技術「在實現新藝術形式」的「可能性表達」，並指出該技術可能被視為一種「人類能力上的增強」 。其例子包括允許業餘愛好者製作擴展非商業利基類型的作品（常見例子為賽博朋克衍生品）、或是產生新穎的娛樂、能夠非常快速的時間製作藝術原型，能夠提升生成草稿、靈感、草稿改進和圖像的時間。
不過，當前一些藝術網站正在禁止AI生成或AI輔助的藝術，儘管有些平台，如Pixiv則允許發布，但仍必須要將該藝術被標記為AI藝術。
包括AI藝術在內的合成媒體，也在2022年被描述為影響未來幾年業務的主要技術驅動趨勢。

### 提示工程和共享
有一些平台可以共享、交易、搜索、分叉/精煉和或是協作，以協助圖像生成器藉由提示生成特定圖像。該提示通常與圖像共享網站（例如 reddit和AI藝術專用網站）上共享。 

### 應用程序
正在開發、具有現有原型或已經使用人工智慧藝術的應用程序還包括：
- 圖片庫、攝影（定制）[30]
- 產品攝影[38][39]
- 自製紙牌遊戲、桌面遊戲、漫畫[40]、書籍封面和專輯封面[31][41]
- 動畫和影像做作品（包括文本）[30][42][16][43][44]
- 低分辨率圖像的高清藝術作品（例如像素藝術/復古遊戲角色或模糊圖像）、草稿、低品質圖像（例如兒童藝術（英语：Child_art）) [19][45]
- 從重新輸入（如照片）以創造更多、更好的作品，或是一般衍生作品的藝術[46]
- 修復，作為替換（或刪除）圖像中的內容，或向未完成的圖像添加新要素或是擴充元素。
- 自然語言生成圖像，根據使用者提供的圖片，參考原圖的風格和元素，延伸繪製圖片之外的內容。[47]
- 遊戲模型創建（紋理、3D模型、角色設計等）[48][49][50][16][13]

### 發展
當前，人工智慧藝術的其他功能仍在開發中，開發工作室經常改進各種應用程序或啟用新功能，例如「文本反轉」是指啟用從少數圖像中學習的用戶提供的概念（如對像或樣式） 。通過文本倒置，可以從關聯的詞（已分配學習的、通常是抽象概念的關鍵字）對於原型擴展/微調（其案例包括DreamBooth）。
由人工智慧生成的圖像 ，有時能夠用作草圖、低成本實驗、或概念驗證階段构想的說明，附加功能或改進也可以在圖像生成後由使用者自行手動編輯，進行修改。在Stable Diffusion的情況下，主要的預先訓練模型，基本在使用機器學習構建應用程序的工具平台Hugging Face Hub上共享。

### 音樂
人工智慧藝術領域的一個關鍵部分，是音乐和人工智能之間的關係，至今的人工智慧技術能夠開發使用AI製作音樂的軟件程式。
與其他領域的應用一樣，音樂中的AI也能模擬腦力任務。一個突出的特點是，人工智慧算法能夠根據過去的數據進行學習，比如在計算機伴奏技術中，人工智慧能夠聽取人類表演者的演奏並進行伴奏。人工智慧還推動了交互式作曲技術，計算機能夠根據現場表演創作音樂。音樂領域還有其他人工智慧應用，不僅涵蓋音樂創作、製作和表演，還涵蓋整個音樂的營銷和消費方式。如開發了幾種音樂播放器程序，以使用語音識別和自然語言處理技術，以進行音樂語音的控制。
人工智慧可用於可調節地生成新穎的聲音樣本，藝術家可以將其用於音樂曲目。

### 其他
一些原型機器人可以創造被認為是人工智慧藝術形式的作品。除了文案編輯之外，還有部分AI程式也能輔助寫作（包括對於虛構故事的生成，幫助作家在腦閉塞、沒有靈感或重寫片段）。
人工智慧藝術可以用於遊戲視覺藝術，特別是用於關卡設計（例如自定義地圖、遊戲模組）和在影像遊戲中創建新內容或互動故事。

## 銷售
2018年，佳士得紐約拍賣行舉辦了一場人工智慧藝術品拍賣會，其中藝術品《埃德蒙德貝拉米》以432,500美元的價格售出，比其估價7,000至10,000美元高出近45倍。這件藝術品是由總部位於巴黎的團體“Obvious”創作的。
2022年9月，深度學習文生圖模型Stable Diffusion和Midjourney推出插畫集《Artificial AI Art Collection by Images Midjourney / Stable Diffusion》，該書籍共有104頁。是日本第一部完全由AI生成的繪畫作品組成的插畫集。

## 批評和問題

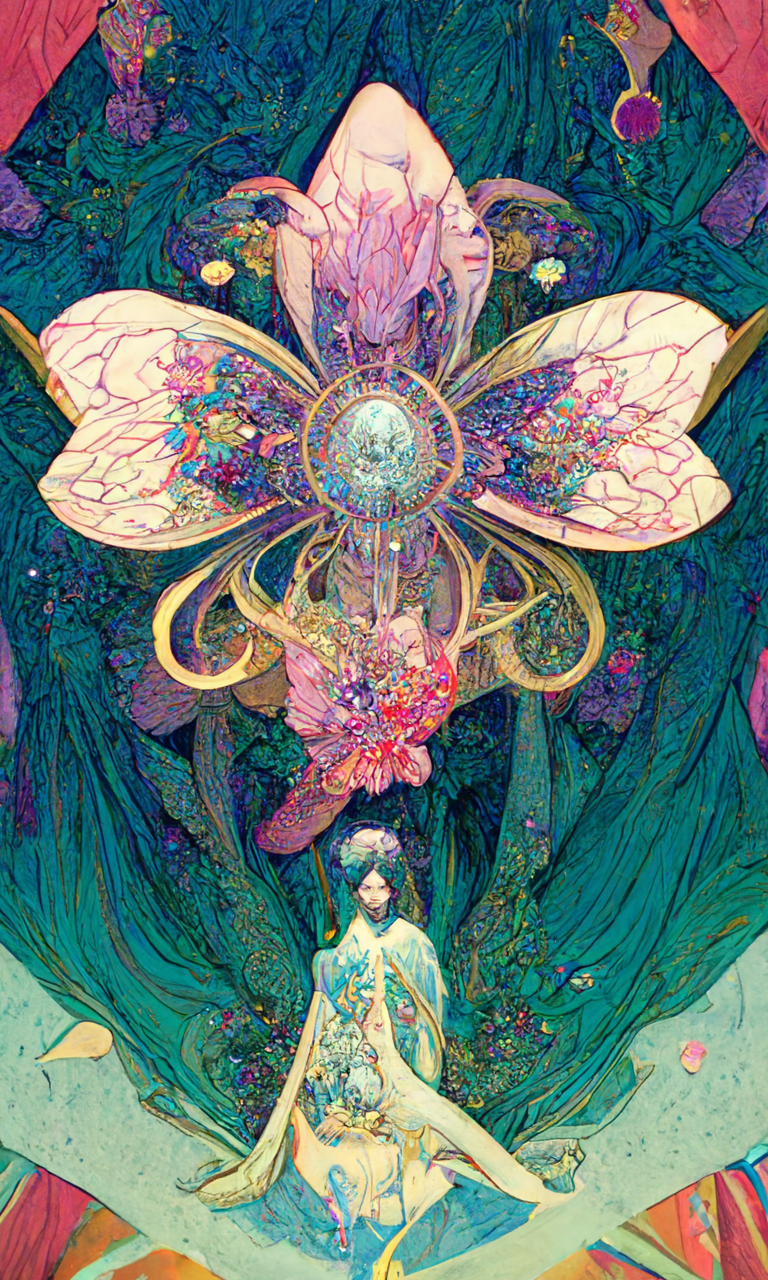
使用多位藝術家的名字，包括天野喜孝和凱利麥克南（Kelly McKernan）所生成的圖像。由於在提示中使用其他藝術家的名字，人工智慧藝術因而引起了相當大的爭議。

### 版權問題
自從藝術家在20世紀開始使用人工智慧創作藝術以來就引發了許多爭論。2020年代，其中一些爭論涉及人工智慧藝術是否可以被定義為真正的藝術以及它對藝術家的影響。
1985年，潘蜜拉·薩繆爾森考慮了與版權相關的AI藝術作者身份相關的法律問題：當人工智慧創作藝術作品時，誰擁有版權？在薩繆爾森的文章中，則認為將從於計算機生成的作品中分配所有權，認為權利應該分配給進行生成程序的用戶。維克多·宮（Victor Palace）則提出了三種可能的選擇。首先，若是人工智慧本身成為版權所有者。為此需要修改版權法第101條，將「作者」定義為自然人或電腦。其次，按照薩繆爾森的論點，用戶、程序員或人工智能公司也是版權所有者。這將是「僱傭作品」學說的擴展，根據該學說，版權的所有權將會轉移給「雇主」。最中沒有人成為版權所有者，該作品將會自動進入公有領域。該論點認為，因為沒有人『創造』了這件藝術品，所以沒有人應該是版權所有者。
英國公司設計與藝術家版權協會的雷瑪·賽爾希（Reema Selhi）於2022年9月表示：「沒有任何保障措施，可以讓藝術家能夠識別數據庫中正在使用的作品並選擇退出。」。
2019年8月，美國著作權局就曾駁回人工智慧藝術的版權申請，理由為「欠缺支持著作權宣稱所需的人類著作人（human authorship）」。2023年2月，美國著作權局在回應人工智慧製作漫畫書《黎明的札莉雅》的版權問題時，再次提到「非人類創作」的圖像無法獲得版權，但是漫畫的故事和圖片編排屬於版權保護範圍。

### 技術性失業問題
一些藝術家在2022年對人工智慧藝術可能對其商業能力產生的影響表示擔憂，特別是可能將被人工智慧取代從事插畫和設計的藝術家。據英國工會Equity稱：共有「65%的表演者認為，人工智慧技術的發展對表演藝術領域的就業機會構成威脅。」
數位藝術家RJ·帕默（RJ Palmer）表示：「我可以很容易地設想這樣一個場景，即使用 AI，單個藝術家或藝術總監便可以取代約5-10名入門級藝術家……我見過很多自行出版的作者，他們說如果他們因為AI技術的存在，因而再也不必聘請藝術家。」同時帕默補充說道：「為小型創作者做這種工作，是我們中的許多人開始成為專業藝術家的方式。」波蘭數位藝術家格雷格·鲁特科夫斯基（Greg Rutkowski）則表示：「它一開始看起來像是對我們職業的威脅」，並補充可能使用戶在搜索藝術家的作品變得越來越困難，透過搜索引擎許多圖像，可能也會出現提示模仿他的風格而生成的AI作品。

### 深度造假問題
自19世紀出現修飾相片技術以來，21世紀初的一些人士一直擔心人工智慧藝術可能被用來創建具有誤導性的內容，即所謂的「深伪技术」的風險。

## 圖片

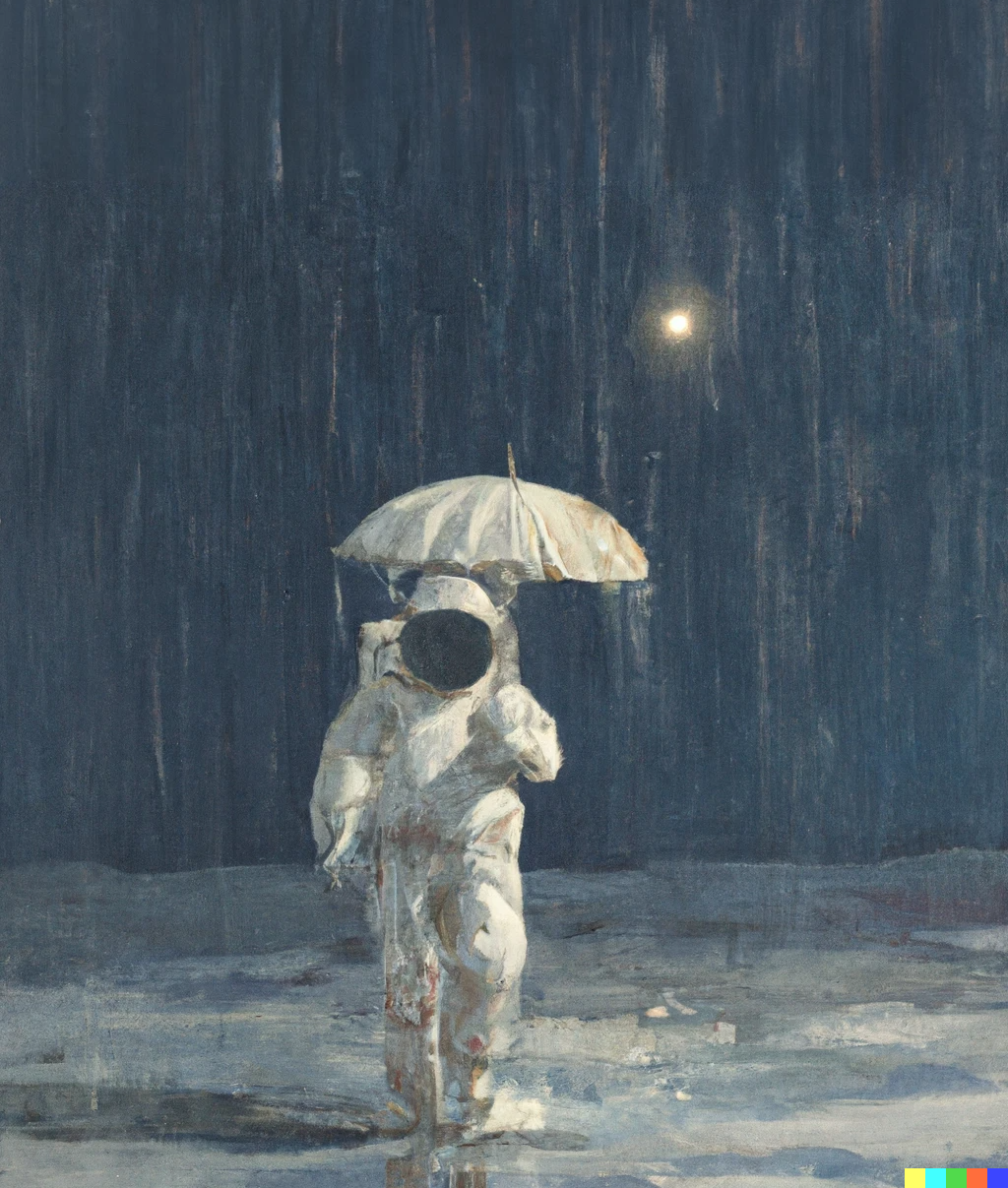
一位渾身濕透的太空人，撐著一把白色的雨傘在月球表面的傾盆大雨中行走的作品
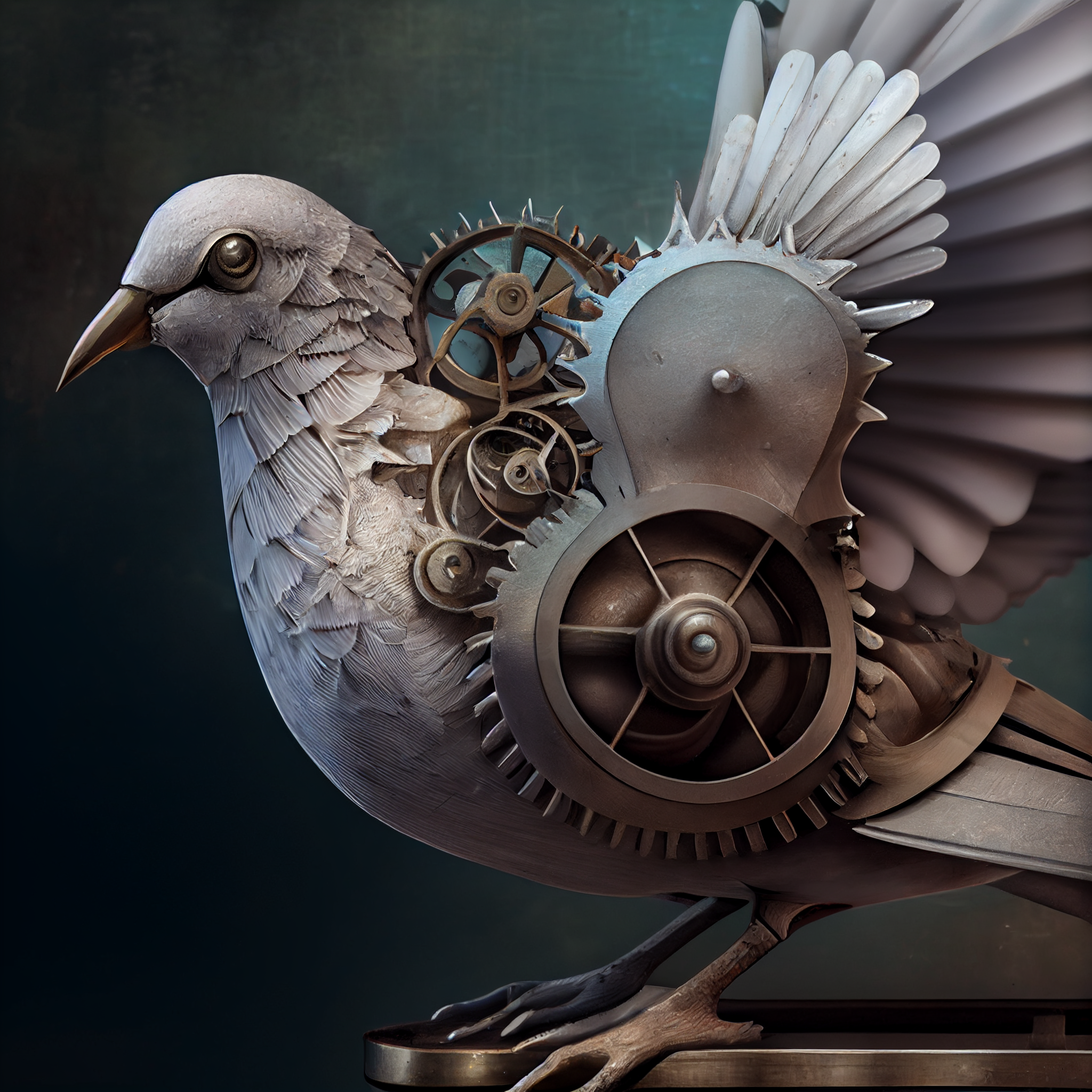
機械鴿子
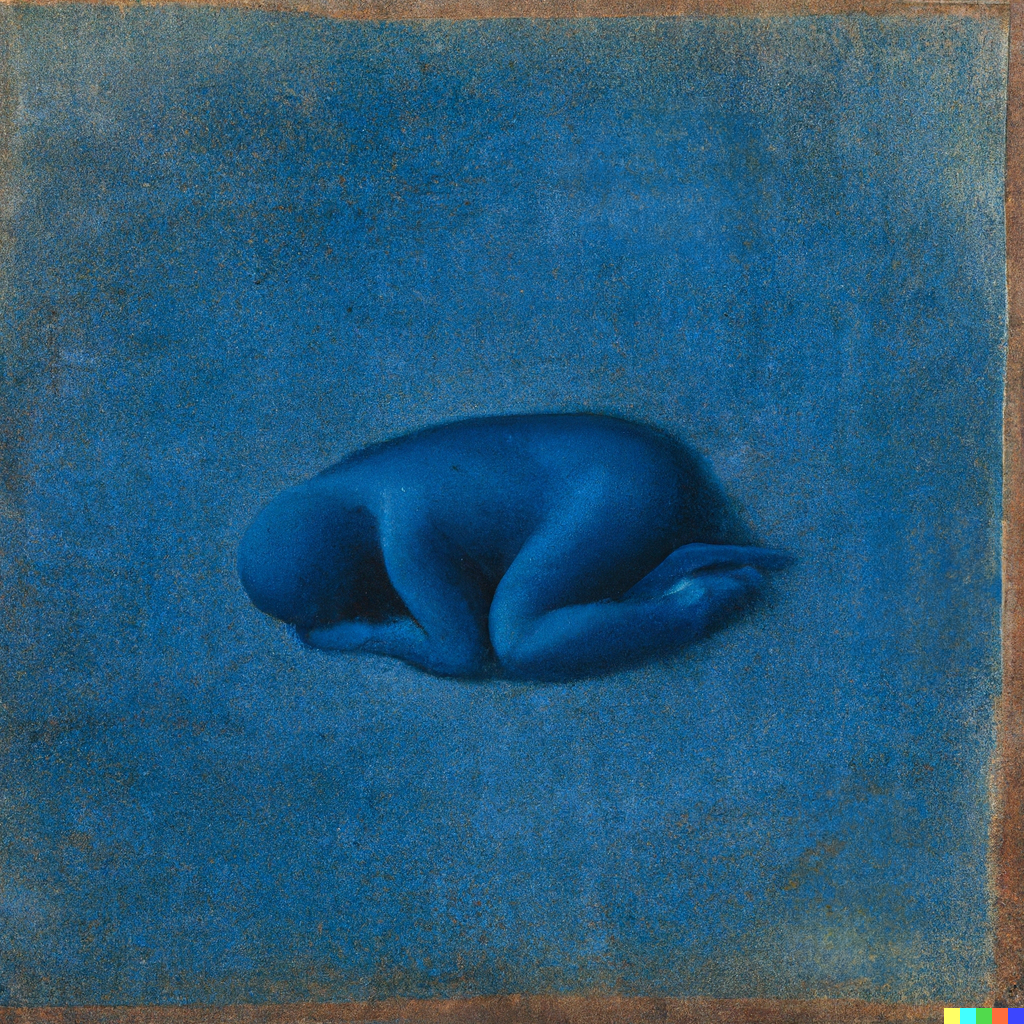
一個孤獨的藍色男子，以胎兒的姿態蜷縮在虛無中
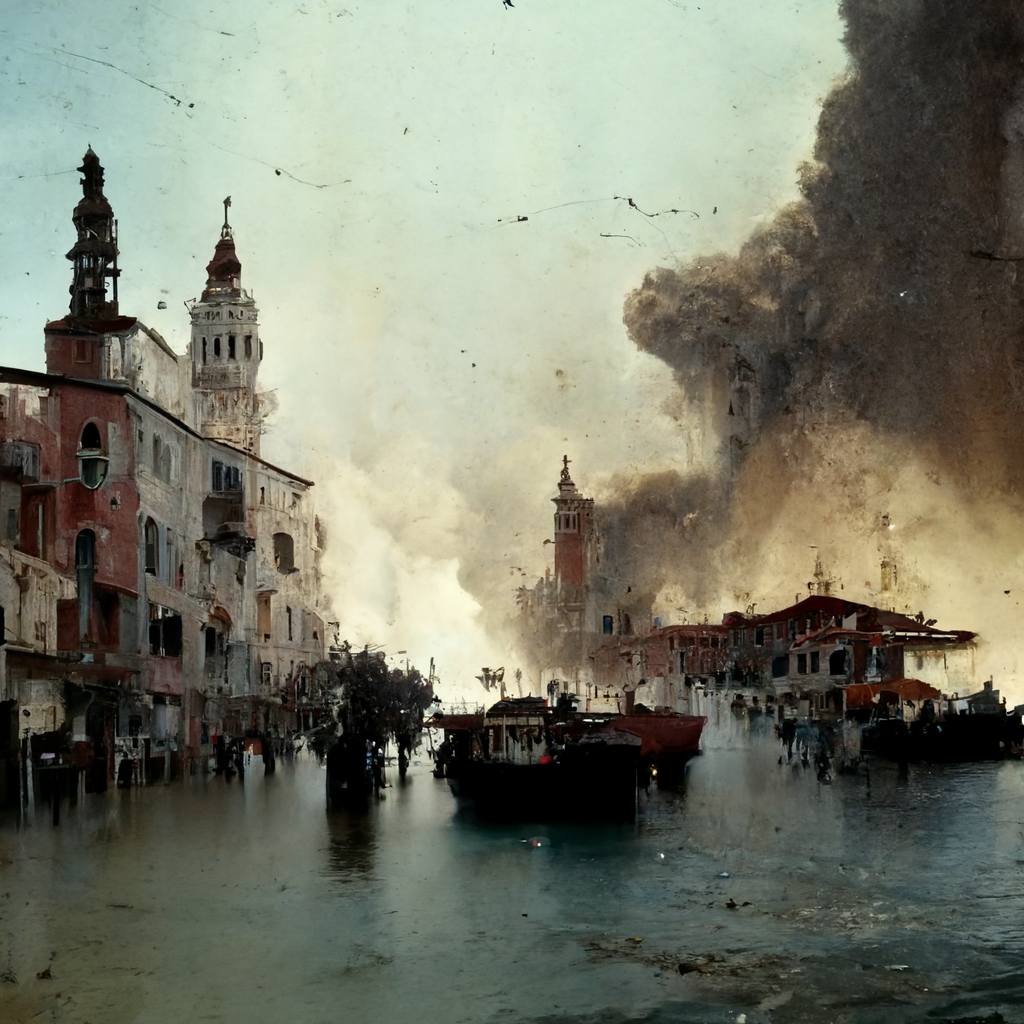
威尼斯受到轟炸的模擬圖像

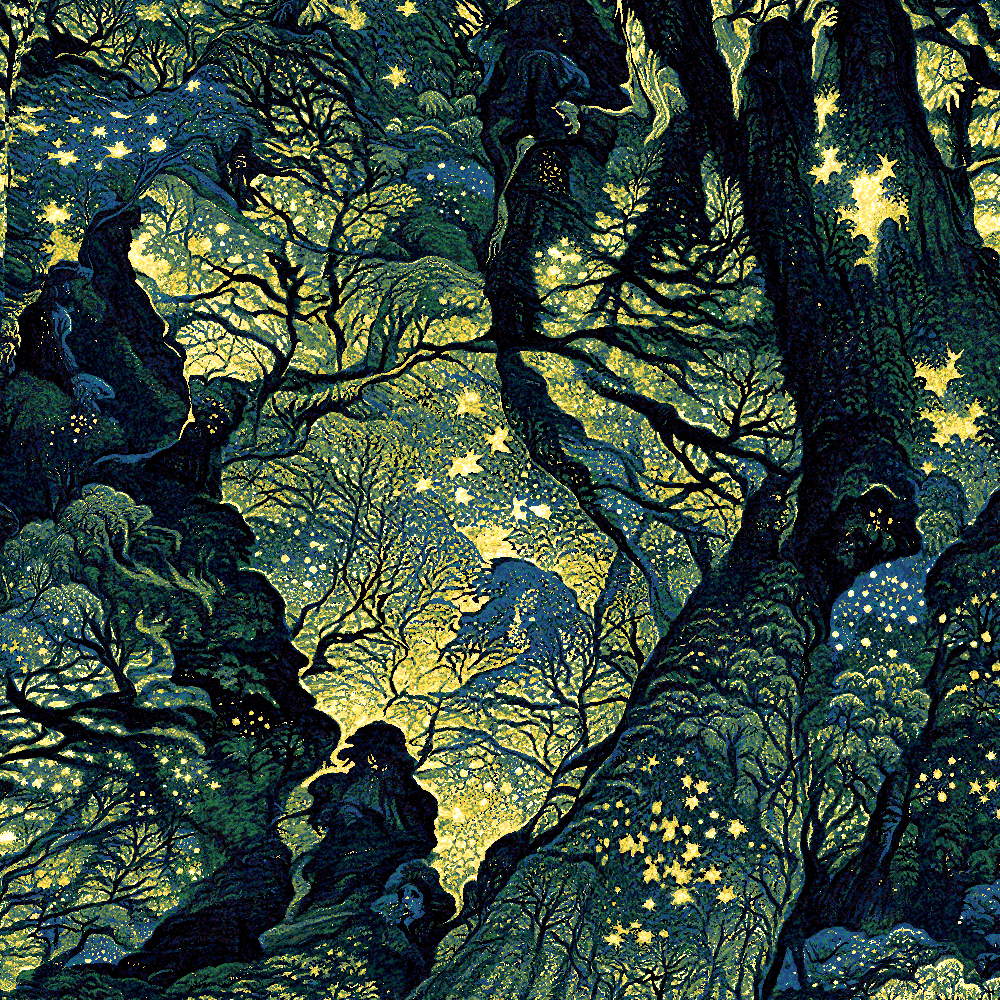
森林。
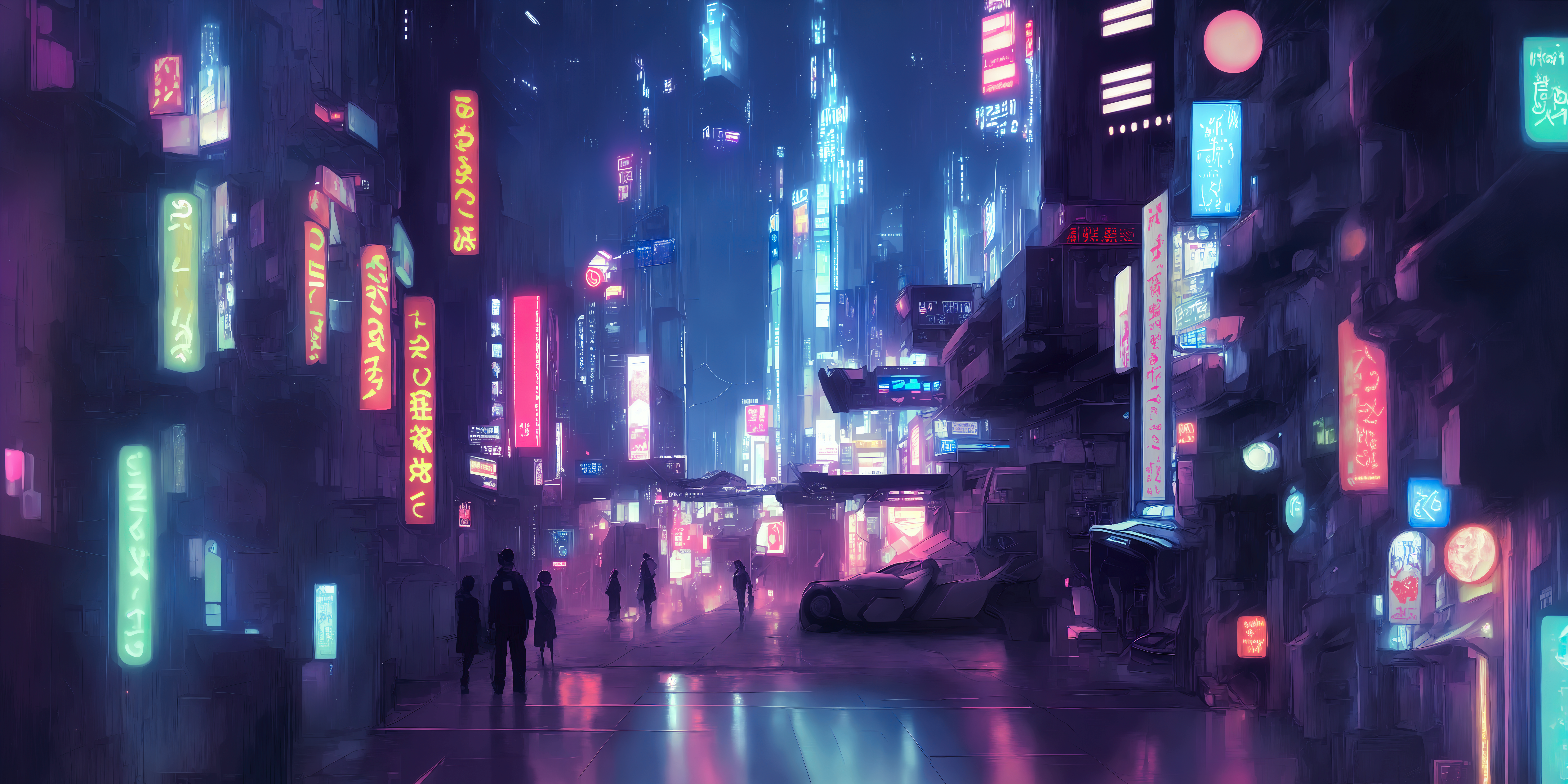
AI生成的賽博朋克城市景觀藝術
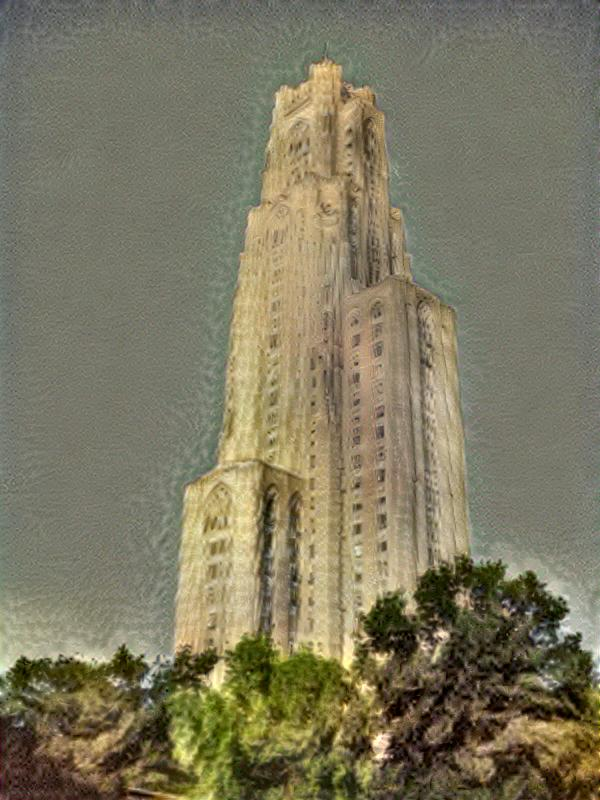
以神經風格所繪製的摩天大樓

## 另見
- 人工智能的應用#藝術
- 計算創造力（英语：Computational_creativity）
- 生成藝術
- 人工智慧藝術家列表（英语：List_of_artificial_intelligence_artists）
- Sora

## 外部連結
- Aggregated resources for Stable Diffusion （页面存档备份，存于）, on the Stable Diffusion reddit community